# 大寧寺之變
大寧寺之變，天文20年（1551年）8月28日至9月1日期間，周防長門的戰國大名大内義隆因家臣陶隆房（陶晴賢）謀反而自殺的政變。此事件造成原本為西國首屈一指的戰國大名大内氏實質的滅亡，西國的整體形勢產生巨大變化。大寧寺之變與之後發生的本能寺之變並稱為戰國時期有名的下剋上的事例。

## 背景
天文10年（1541年），尼子氏進攻從屬於大内氏的毛利氏但不幸敗北（吉田郡山城之戰）。趁此契機，大内義隆由大内家臣團武功派陶隆房為主導，於天文11年（1542年）率大軍進攻尼子氏的居城──月山富田城（第一次月山富田城之戰）。由於大內軍圍攻曠日時久，加上部分豪族向尼子氏倒戈，翌年2月大内軍潰走，義隆退往周防，外甥同時也是養子的大内晴持於敗走途中，在揖屋浦溺死。
尼子氏想藉由此次機會回復原有勢力，於是反攻安藝、石見、備後等國。而義隆自遠征敗北後，將軍事大權交由遠征出雲的陶隆房主導，政務交由文治派的寵臣相良武任負責，自己則遠離國政，終日埋首於學藝、茶會、與公家往來等糜爛生活，造成家中財務負擔增加、年貢也隨之調增，土豪及領民都苦於高壓稅賦。另外大内家的主導權落於武功派的陶隆房、內藤興盛等人後，與文治派的相良武任、冷泉隆豐成對立關係。

## 經過
天文14年（1545年）武功派、文治派的關係急遽惡化，相良武任由於害怕隆房加害，於是向大内氏辭仕，出家後前往肥後隱居，力保自身安全。武任的失勢，相信是隆房等人一連串反擊影響所致。但是天文17年（1548年），義隆再度邀請相良武任出仕大内家。此時，相良武任聽聞豐前守護代重臣杉重矩有謀反跡象，於是寫下「相良武任申狀」向義隆辯解，在狀中舉發「隆房、興盛、杉重矩等人企圖謀反」。
天文18年（1549年）2至5月，為強化大内氏與毛利氏的同盟，毛利元就帶著兒子們前往山口謁見義隆。但「相良武任申狀」也告發隆房邀請毛利來訪，及隆房的嫡男陶長房與毛利私通文書等等行為，都屬不軌舉動。另外由於長期停留在山口，隆房與吉川元春結為義兄弟。
天文19年（1550年），武任與隆房的對立日漸嚴重，甚至被密謀暗殺，因為在事前察知並密告義隆而成功躲過。此後，為了迴避與隆房的對立，提出以女兒嫁給陶長房（隆房的嫡男）等方法，不過遭到隆房拒絕。同時，義隆的側近冷泉隆豐也向義隆進言應將隆房誅殺。8月24日隆房寫信給毛利元就、毛利隆元以及吉川元春的2封密信提到：「與杉重矩及內藤興盛討論後，決定廢立大內義隆，改由大內義尊繼承。」並請求毛利協助。元就於是要求天野隆綱等安藝國人協助隆房。
9月15日義隆原本要參拜仁壁神社、今八幡宮，卻臨時缺席，改由右田隆次代替參拜。這是由於傳出「隆房打算幽禁義隆及武任」的流言，義隆方基於安全考量而更改行程。翌日16日義隆召喚隆房並加以質問，但隆房矢口否認。此時，武任於同日（16日）再次從大内家出奔，前往投靠石見的吉見正賴。11月下旬，隆房稱因病留在居城若山城（周南市），此時，義隆也害怕遭到隆房的謀害，於是身穿甲冑於居館防備，並派人詰問隆房，兩人關係急遽惡化。 
天文20年（1551年）1月，出奔的武任前往投靠筑前守護代杉興運。一連串的騷動引發義隆追究責任，武任於是再次以相良武任申狀告發陶隆房、杉重矩、内藤興盛策劃謀反。4月，義隆要求武任返回周防再度出仕。隆房為了對抗義隆，於5月派密使至大友氏，打算迎立大友義鎮的異母弟大友晴英為大内新當主，並乘諾割讓部分北九州大内領的權利，雙方於是達成協議。8月10日，武任由於害怕被隆房殺害，第三度從大内家出奔逃往筑前。

## 隆房反撲
8月20日，隆房與興盛共同舉兵。陶軍迅速占領嚴島的神領及櫻尾城，為此呼應而出陣的毛利軍，也占據佐東銀山城及近鄰地域（廣島市區），並封鎖山陽道的要衝。8月28日，從若山城出陣的陶軍，由隆房率本隊出兵德地口、陶家臣江良房榮、宮川房長率別働隊出兵防府口，同時進攻山口。同日正午兵力進入山口時，杉、内藤的軍勢也跟著呼應加入陶軍陣營。陶軍總兵力約5,000至10,000人。 
然而，義隆的反應異常遲鈍。23日陶軍入侵山口的流言四起，但義隆接待豐後大友氏使者的酒宴卻照常舉辦。甚至隆房出陣前一日（27日），義隆還前往欣賞能劇。冷泉隆豐建議進攻杉重矩的宅邸，但義隆卻認為「杉及内藤不會附和變成敵人」（大内義隆記）。後來由於隆房的侵攻急迫，義隆決定離開大內氏館、築山館，前往地勢有利防守的法泉寺，本陣設於本堂，觀音堂及求聞寺山等，則由冷泉隆豐固守，除了一起逃亡的公家及近習外，義隆方兵力約2,000至3,000人。由於幾乎沒有抵抗，空蕩蕩的大内氏館及周邊的近臣宅邸都被縱火焚燒，寶物劫掠一空。前關白二条尹房命使者傳達訊息給隆豐，「義隆隱居，由義尊擔任當主」的和睦斡旋條件，但被隆豐拒絕。法泉寺的義隆軍陸續有兵士逃亡，翌日29日義隆決定放棄山口，逃往長門。法泉寺由陶隆康擔任殿軍（後被討死）。而義隆的繼室（おさい之方）則逃往山口宮野的妙喜寺（現在的常榮寺）。
義隆忍著腳痛於隔天早上抵達長門仙崎，本來打算循海路投靠石見的吉見正賴，但受到暴風雨阻擋而作罷，於是再返回長門深川的大寧寺，與隆豐等共同接受戒名後，於9月1日10時頃自殺。隆豐協助義隆介錯後，返身突撃陶軍而被討死。義尊與隨從試圖逃亡，但隔日仍被陶軍追上而殺害。義隆的次男（義尊之弟）問田龜鶴丸，是内藤興盛的外孫，因此免於一死。此外，與義隆同行的二条尹房、前左大臣三條公賴（武田信玄正室三条之方的父親）、繼室おさい的父親官務家大宮伊治、前權中納言持明院基規等公家人員，也都被殺害。

## 後續
為了追殺相良武任及協助藏匿武任的杉興連等義隆派，隆房也自筑前派出野上房忠軍隊攻陷花尾城，城破後都後殺害。武任的首級被帶往山口曝屍。
9月4日。元就領軍進入東西條的大内領地，義隆派的平賀隆保本來在頭崎城籠城抵抗，但在逃往槌山城投靠菅田宣真之後城破自殺。元就派吉川、小早川、宍戶等4000兵力進攻槌山城，11日被攻陷，菅田宣真降伏。
10月，陶軍協同石見七尾城 (石見国)主益田藤兼，進攻義隆方的吉見正賴。吉見氏的支城能登呂山城也受到攻擊，因吉見家臣下瀨賴定防守不力而被攻陷。相良武任之子虎王被捕獲殺害。
天文21年（1552年）1月，隆房於長門萬倉（宇部市）的長興寺逼迫杉重矩自殺。同年3月，隆房迎立大友晴英至山口，成為新任大内家當主，改名大内義長，隆房向新任當主宣誓效忠，並改名晴賢。晴賢將義長當作傀儡，自己實際掌握大内家的實權。